# Перекопська вулиця (Київ)
Переко́пська ву́лиця — зникла вулиця, що існувала в Залізничному, нині Солом'янському районі міста Києва, місцевість Чоколівка. Пролягала від Волинської вулиці до залізниці (проходила південніше існуючої нині Аеродромної вулиці).

## Історія
Вулиця виникла, ймовірно, в 1920-х — на початку 1930-х років під назвою Український провулок . Згодом мала назву вулиця Грушевського, з 1946 року — Передмістна (фактично продовжувалося використання попередньої назви), з 1952 року — Перекопська вулиця. Ліквідована разом із навколишньою малоповерховою забудовою наприкінці 1970-х — на початку 1980-х років.